# Sinzheim (gmina)
Sinzheim – miejscowość i gmina w Niemczech, w kraju związkowym Badenia-Wirtembergia, w rejencji Karlsruhe, w regionie Mittlerer Oberrhein, w powiecie Rastatt, siedziba wspólnoty administracyjnej Sinzheim. Leży ok. 12 km na południe od Rastatt, przy drodze krajowej B3 i linii kolejowej InterCity (Mannheim–Bazylea).